# Gale (cantante)
Gale, pseudonimo di Carolina Isabel Colón Juarbe (Arecibo, 16 maggio 1993), è una cantautrice e compositrice portoricana.

## Biografia

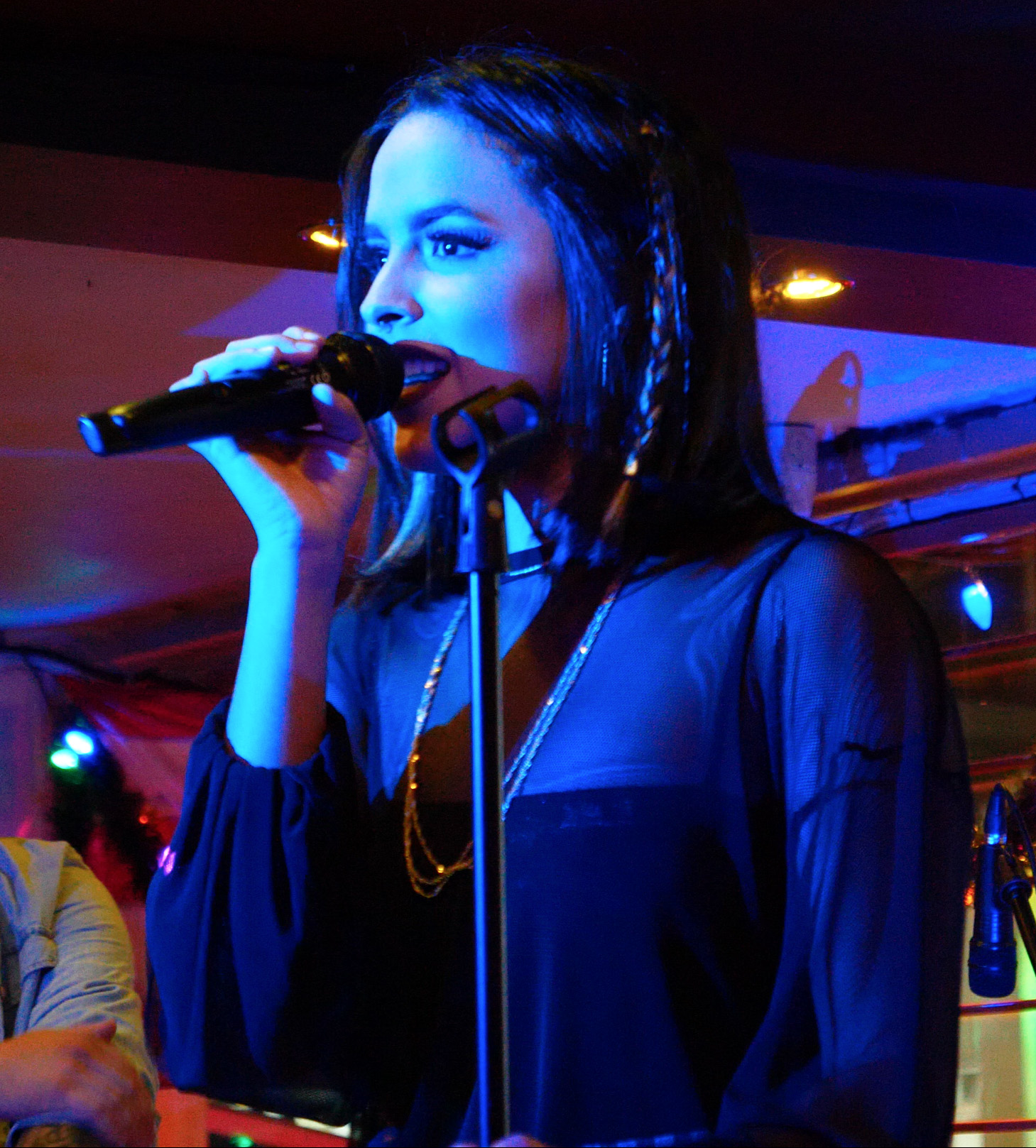
Gale nel 2017

Nata nel 1993 ad Arecibo, in Porto Rico, Gale è cresciuta in una famiglia di musicisti: suo nonno suonava il cuatro, mentre suo padre è un musicista e chitarrista. Durante l'infanzia è stata influenzata musicalmente da Anitta, Avril Lavigne, Christina Aguilera, Cardi B, David Bisbal, Juanes, Pharrell Williams, Wisin, Yandel, Selena e Shakira e all'età di sette anni ha scritto la sua prima canzone intitolata Amor sincero.
All'età di dodici anni si è trasferita con sua madre a San Juan, dove ha ricevuto un'educazione musicale in canto e pianoforte presso la Escuela Libre de Música. Durante gli anni del liceo ha iniziato a studiare teatro musicale come membro del laboratorio teatrale Black Box a Porto Rico, partecipando in seguito alle opere teatrali musicali Spring Awakening, Rent, Viva Julia de Burgos e Contratiempo, che hanno contribuito alla sua presenza scenica e al suo sviluppo artistico.

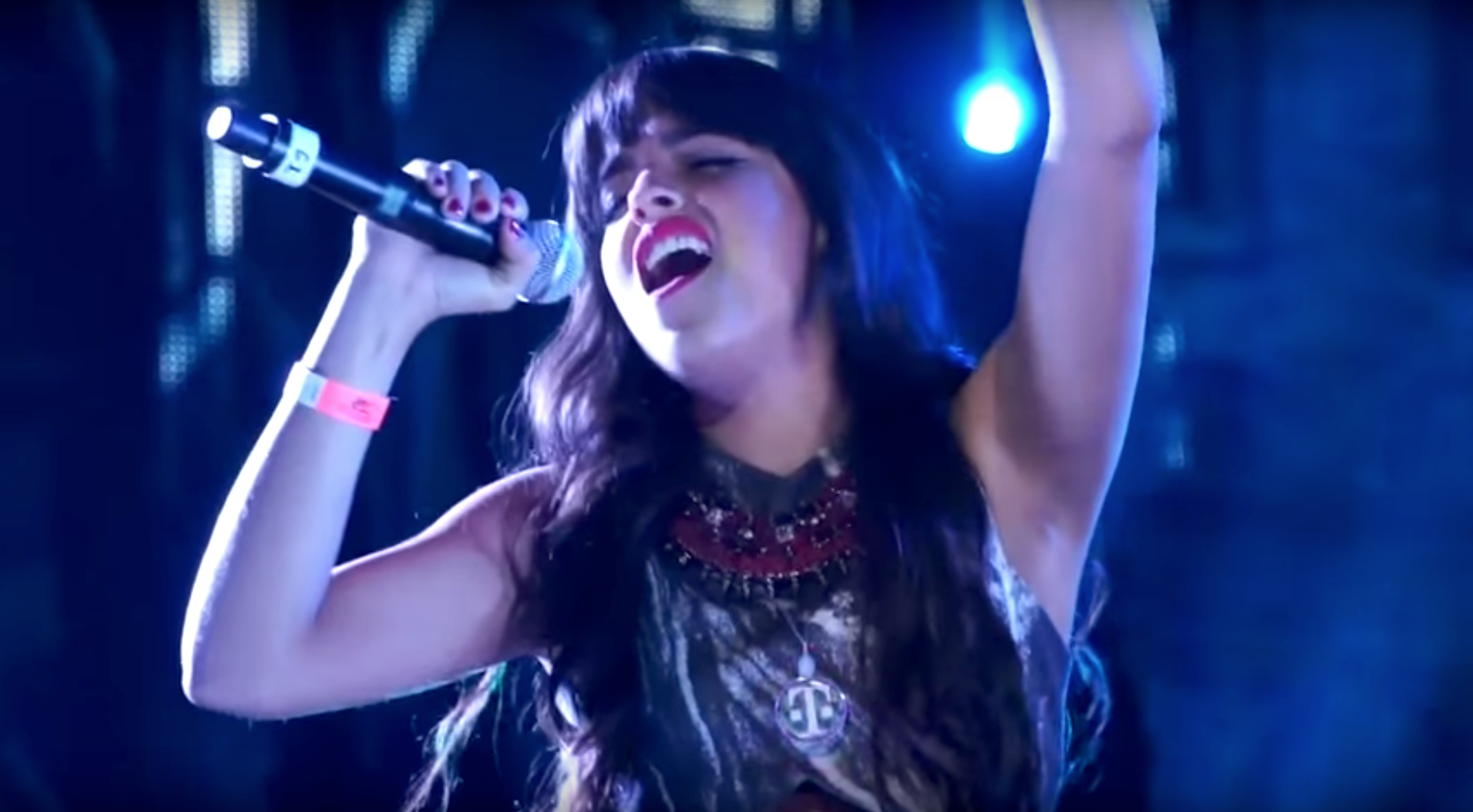
Gale nel 2013 al Coliseo de Puerto Rico

Durante gli anni del college ha iniziato a pubblicare cover sul suo canale YouTube e a cantare in concerti e festival locali a Porto Rico. Una delle sue cover era per Que no, una canzone del cantante portoricano Pedro Capó che, dopo aver visto la cover, invitò Gale a cantare con lui a uno dei suoi concerti. Nel 2013 ha vinto un concorso per cantare con Draco Rosa presso il Coliseo de Puerto Rico.
Dopo aver conseguito una laurea in pubblicità presso l'Università di Porto Rico e una certificazione in scrittura di canzoni presso il Berklee College of Music, nel 2016 si è trasferita a Miami per intraprendere la sua carriera di cantante professionista, iniziando la produzione del suo primo singolo come artista indipendente intitolato Fantasma, una canzone elettropop di sua composizione e la produzione del produttore colombiano Juan Andres Ceballos, alias Nito. In seguito ha iniziato a lavorare alla produzione del suo primo album in studio intitolato Espirales sin sentido, che ha finanziato vendendo il suo SUV di dieci anni e una campagna di crowdfunding Indiegogo. Durante la produzione dell'album, ha pubblicato altri due singoli di sua composizione: Caramelo, una traccia pop latina scritta e prodotta da lei stessa e la ballata pop Respirar all'inizio del 2017. Il 23 giugno dello stesso anno ha pubblicato il suo album di debutto Espirales sin sentido con la sua etichetta Blue Madness Records, un album di dieci tracce che include la partecipazione del produttore Juan Ceballos e dei vincitori del Grammy Award Dan Warner e Felipe Tichauer.

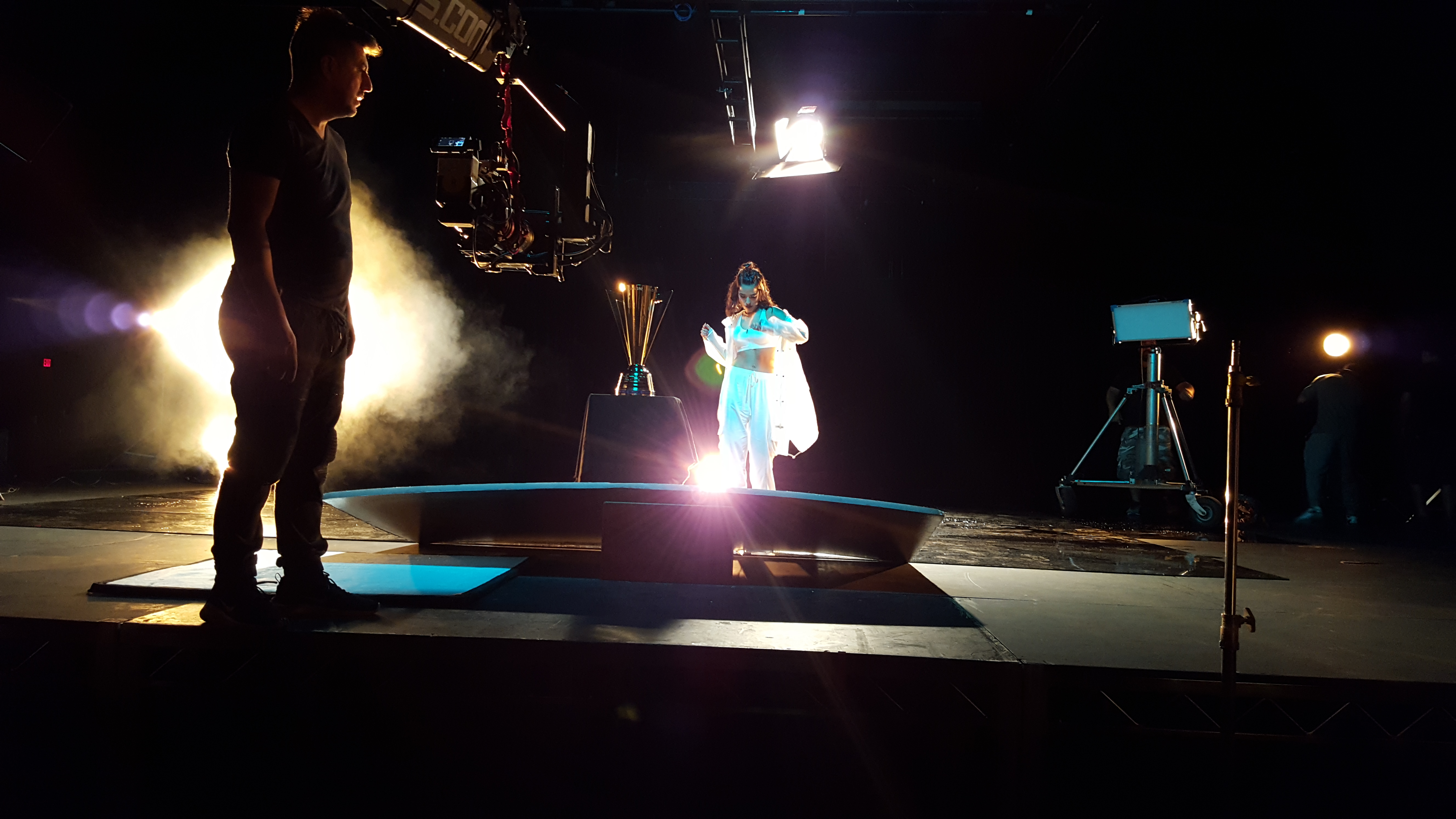
Gale nel 2017 durante la registrazione del video musicale del singolo Levántate

Il 25 giugno 2017 Univision ha reso noto nel suo programma di punta República Deportiva di aver selezionato Levántate, una canzone dance dall'album, come canzone ufficiale della CONCACAF Gold Cup 2017 per la promozione e la copertura del torneo di calcio. La canzone è stata scritta e prodotta dalla stessa Gale con Juan Andres Ceballos ed è diventata il singolo promozionale dell'album in quel periodo. Ad esso è seguita la traccia intitolata dancehall Incontrolable. La promozione del suo album si è fermata quando l'uragano Maria ha colpito il Porto Rico. Dopo aver sperimentato la devastazione causata dalla forza della natura, il 19 gennaio 2018 ha cantato una canzone per la gente di Porto Rico dal titolo Aquí estamos. Il 20 febbraio seguente ha pubblicato Como cuando, ultimo singolo estratto del suo album d'esordio.
Nel 2022 ha pubblicato i singoli Inmadura, Problemas e D pic, seguiti nel 2023 dai singoli Nuestra canción e La mitad. Nel maggio dello stesso anno ha pubblicato il suo secondo album in studio Lo que no te dije, che è stato nominato da Rolling Stone come uno dei "migliori album del 2023" e da Billboard come uno dei "migliori album latini dell'anno". Nello stesso anno è stata nominata come "miglior artista esordiente" nella ventiquattresima edizione dei Latin Grammy Awards. Nel 2024 sono usciti i singoli Inevitable (versione riadattata dell'omonimo brano di Shakira) e Olas y arenas (in collaborazione con Nella), seguiti il 3 maggio dalla pubblicazione del singolo La razón, in collaborazione con la cantante spagnola Ana Mena, che ha poi guadagnato il disco d'oro. Il 18 ottobre è stato reso disponibile il singolo Tarantino, in collaborazione con il cantante spagnolo Pol Granch.

## Discografia

### Album in studio

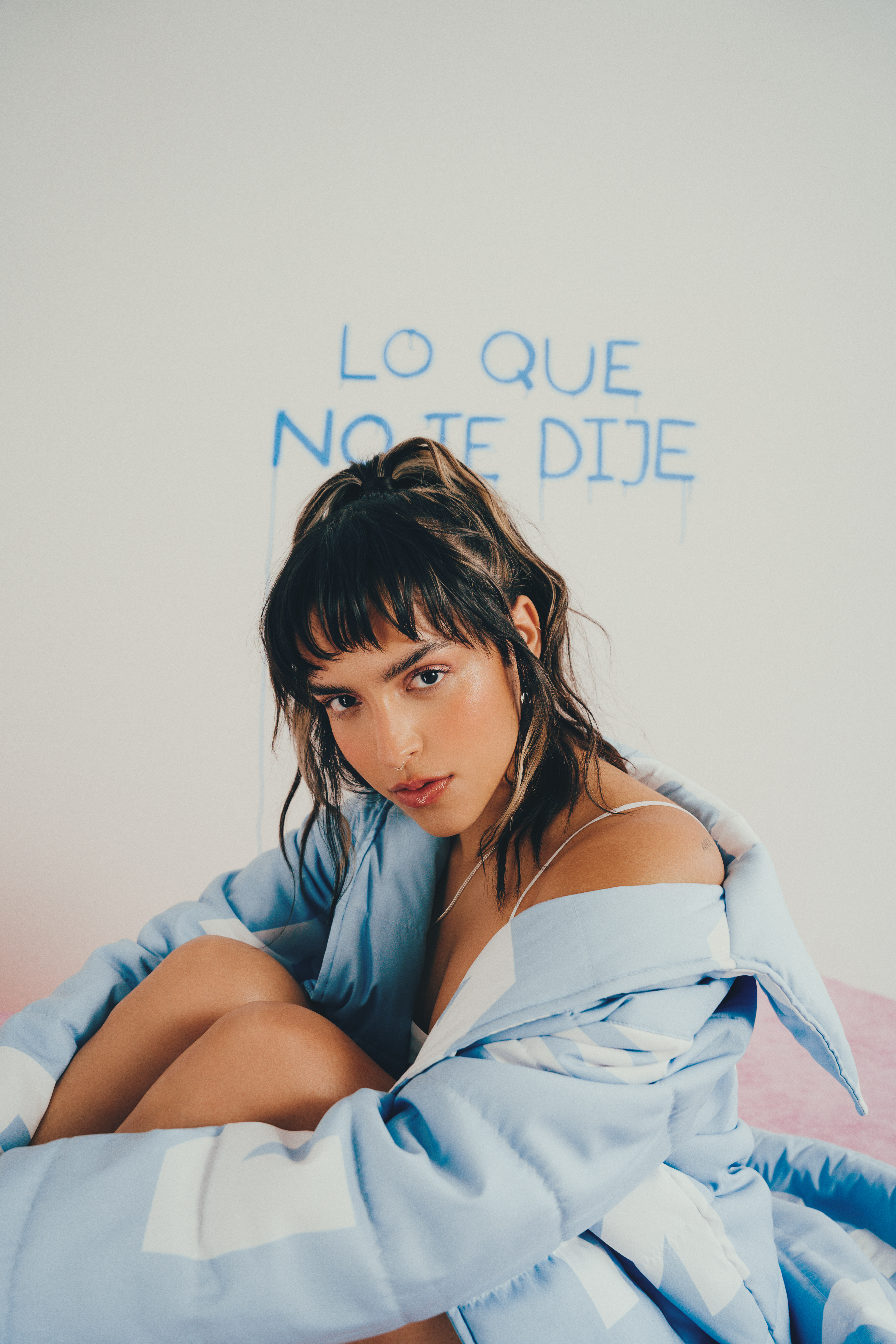
Gale nel 2023 sulla copertina del secondo album in studio Lo que no te dije

- 2017 – Espirales sin sentido
- 2023 – Lo que no te dije

### Singoli
- 2017 – Tanto de ti
- 2017 – Caramelo
- 2017 – There Will Be No Sun
- 2017 – 7 lágrimas
- 2017 – Fantasma
- 2017 – Respirar
- 2017 – Dulce
- 2017 – Levántate
- 2017 – Como cuando
- 2017 – Incontrolable
- 2018 – Aquí estamos
- 2018 – Amaro in bocca
- 2021 – Fuiste tú (con XNilo)
- 2021 – Todo pasa
- 2022 – Inmadura
- 2022 – Problemas
- 2022 – D pic
- 2023 – Nuestra canción
- 2023 – La última
- 2023 – Nubes
- 2023 – La mitad
- 2023 – Triste
- 2023 – EGO
- 2023 – 1+1
- 2023 – Ahora sí
- 2023 – Killah
- 2023 – Movie (con Bruses)
- 2024 – Inevitable
- 2024 – Olas y arenas (con Nella)
- 2024 – La razón (con Ana Mena)
- 2024 – Tarantino (con Pol Granch)

## Teatro
- Spring Awakening, diretto da Miguel Rosa, presso il teatro Black Box (2011)
- Broadway Bound, diretto da Miguel Rosa, presso il teatro Black Box (2012)
- Rent, diretto da Miguel Rosa, presso il teatro Black Box (2012)
- Dominique, diretto da Gil René, presso il teatro Acrópolis (2013)
- Viva Julia de Burgos, diretto da Gil René, presso il teatro Acrópolis (2013)
- Código Late, diretto da Alex Cintrón (2014)
- Contratiempo, diretto da Miguel Rosa, presso il teatro Black Box (2014)

## Programmi televisivi
- Univision 2017 Gold Cup (2017)